# Marc Emili Lèpid (cònsol 285 aC)
Marc Emili Lèpid (en llatí Marcus Aemilius Lepidus) va ser un magistrat romà del segle iii aC. Formava part de la gens Emília i era de la família dels Lèpid. Segurament era pare de Marc Emili Lèpid, cònsol l'any 232 aC.
Va ser elegit cònsol l'any 285 aC juntament amb Gai Claudi Canina. El seu nom únicament es menciona als Fasti.